# Alloa
Alloa (in scots Alloway, in gaelico scozzese Alamhagh) è un paese del Regno Unito, capoluogo del Clackmannanshire, in Scozia, ca. 10 km E di Stirling, sulla riva nord del fiume Forth.

## Storia

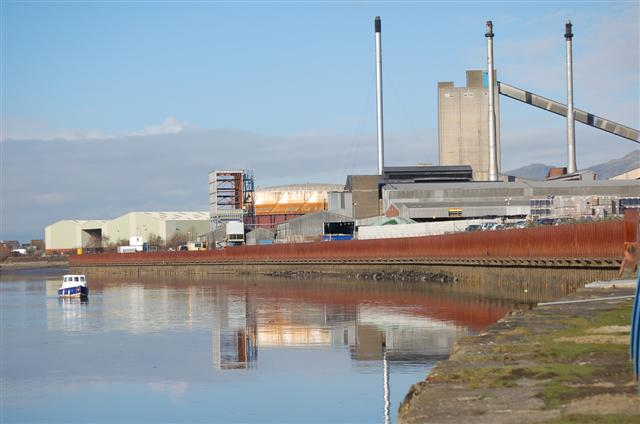
Una delle attività principali di Alloa, la produzione di vetro

Durante il XVIII secolo, Alloa funse da porto fluviale attraverso il quale i prodotti di Glasgow venivano esportati verso l'Europa continentale. A quel tempo, e fino agli anni '50, l'attività principale era l'estrazione del carbone, facilitata dal trasporto locale dalle miniere al porto.
La città era inoltre nota per le sue attività di produzione tessili e del vetro. Alloa fu a lungo associata anche all'industria della birra, anche se quest'industria entrò in crisi durante il XX secolo.
La città ha sofferto per la scarsità di mezzi di comunicazione fino alla linea ferroviaria Stirling-Alloa-Dunfermline, chiusa nel 1968. Comunque il progetto Stirling-Alloa-Kincardine è stato approvato e concluso nel maggio 2008. Questo ha provocato anche un intervento sostanziale con il rifacimento del ponte di Alloa. Dopo vari lavori per la rimozione di vecchie miniere, i lavori partirono nell'autunno 2006.

## Attrazioni
La cosa più interessante di Alloa è sicuramente la Alloa Tower, che fa parte del National Trust of Scotland. Risalente al XIV secolo, è l'unica parte ancora esistente di un'antica residenza medievale della famiglia Erskine, i duchi di Mar.
Altri luoghi interessanti presso Alloa sono:
- Alva
- Culross
- Dollar
- Falkirk
- Rumbling Bridge
- Tillicoultry

## Sport
Vi è anche una squadra di calcio locale, l'Alloa Athletic F.C..